# المثلية الجنسية في اليونان القديمة

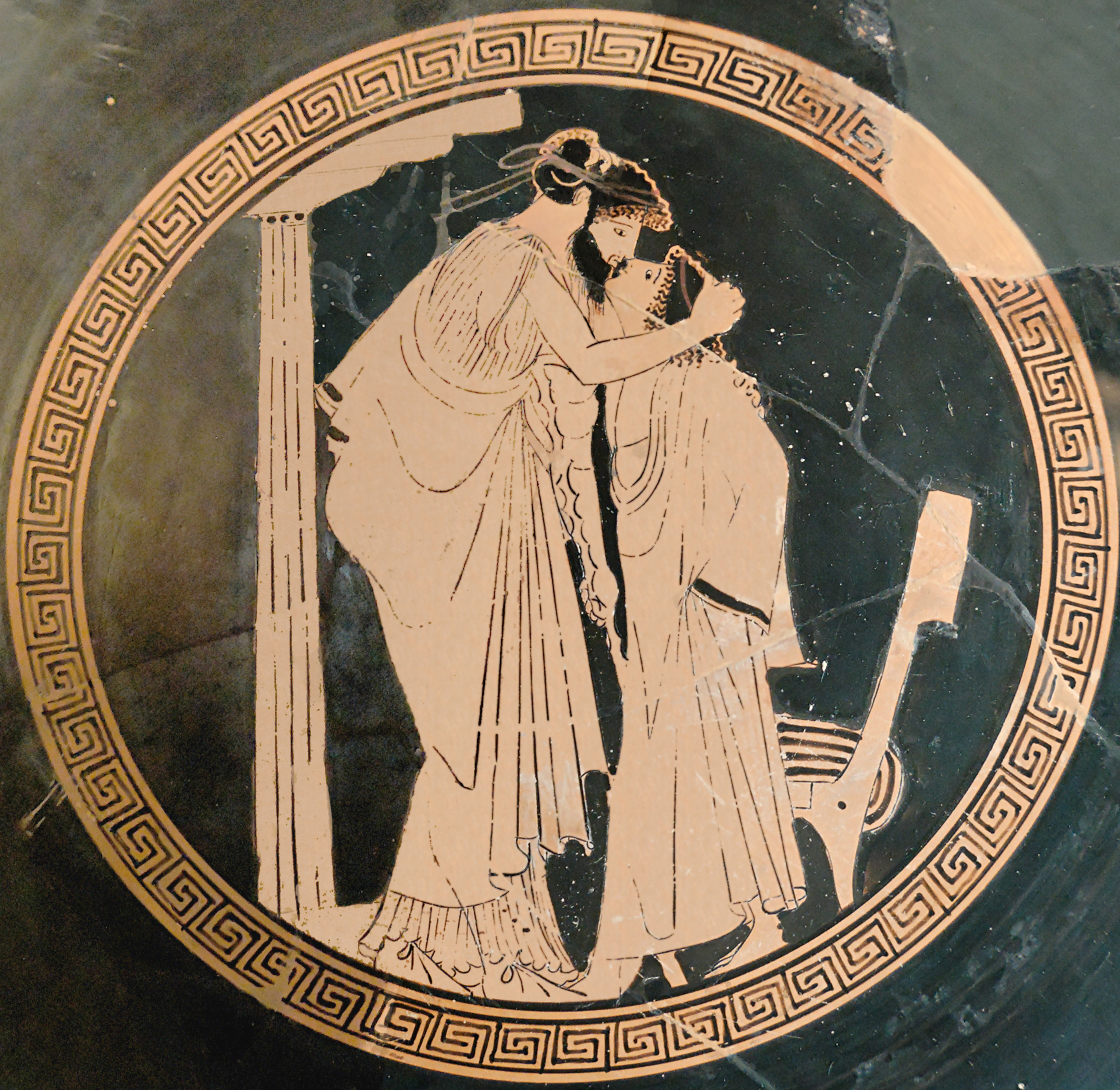
صورة تعود للعصور اليونايية يقبل فيها رجل (erastes) ولد مراهق (eromenos)

في المجتمعات الكلاسيكية القديمة، استكشف عدد من الكُتّاب الإغريقيين كأفلاطون وهيرودوت وزينوفون وأثينايوس وغيرهم الكثيرين موضوع المثلية الجنسية في اليونان القديمة. وكانت أكثر صور العلاقات المثلية انتشاراً وأكثرها أهمية من الناحية الاجتماعية خلال ذلك الوقت في اليونان القديمة هي العلاقة بين الرجال البالغين والصبية اليافعين أو المراهقين، وقد عُرفت هذه العلاقات وقتها باسم حب الغلمان (باليونانية: παιδεραστίᾱ؛ بيدراستيا) (كما كانت الزيجات بين النساء والرجال في اليونان القديمة تتبع كذلك للعمر، حيث كان من الشائع أن يتزوج الرجال في الثلاثينات من عمرهم من زوجاتٍ كانوا في سنين مراهقتهن الأولى). رغم أن العلاقات الجنسية بين الرجال البالغين لم تكن موجودة، فإن أحد طرفي العلاقة خرق الأعراف الاجتماعية من خلال توليه لدور سلبي في العلاقة الجنسية.
من غير الواضح كيف كانت نظرة المجتمع العامة تجاه العلاقات المثلية بين النساء، ولكن يوجد أدلة تاريخية على الحب المثلي تعود إلى حقبة الشاعرة صافو. كما تم توثيق علاقات شبقية في أسبرطة، ويتحدث أفلاطون في مؤلفه «الندوة» عن نساء «لا يأبهن بالرجال، ولكنهن مرتبطات بالنساء». ولكن تبقى السجلات التاريخية حول الحب والعلاقات الجنسية ما بين النساء شحيحة نسبياً.
لم يكن التوجه الجنسي مُحدِداً اجتماعياً في اليونان القديمة مثلما الأمر عليه الآن في مجتمعات الحضارة الغربية المعاصرة، حيث لم يميز اليونانيون القدماء السلوك أو الرغبة الجنسية استناداً على جنس الشخص المشارك في العلاقة، وإنما تبعاً لدور كل طرف منهما في العلاقة، هل هو طرف موجب أم أنه طرف سالب.
وقد نتج عن هذا الاستقطاب الاجتماعي ما بين السالب والموجب تقابل الأدوار الاجتماعية، فتحتم على أحد الطرفين (الطرف السالب) تحمل الأعراف الاجتماعية باكتسابه للدور السلبي في العلاقة، وذلك نظراً للتميز الاجتماعي بين الموجب والسالب، وهذه الحالة من التمييز كان يصاحبها حالة من الوصم الاجتماعي، وتحديد الدور في المجتمع، ففي الوقت الذي ارتبط فيه كون المرء موجباً بالرجولة والحالة الاجتماعية العالية والرشد، فقد ارتبط الطرف السالب بالأنوثة والحالة الاجتماعية المتدنية وصغر السن.

## حب الشاعرة صافو
نظمت الشاعرة الإغريقية صافو قصائد حب تغزلت فيها بالنساء والفتيات، والحب في أشعارها متبادل تارةً وغير متبادل تارةً أخرى. يُعتقد أنها كتبت ما يقرب من 12,000 بيت شعري في موضوع حب وغزل النساء، ولم يصل إلينا من هذه الأبيات سوى 600 بيتاً. وقد أصبح شخصها وجزيرة لسبوس التي كانت موطناً لها رمزين للحب بين النساء وذلك نتيجة لشهرتها في العصور القديمة. كما ترأست صافو مجتمعاً للنساء اللواتي تلقين شكلاً محدوداً من التعليم، ولاقت الفتيات في هذه المجتمعات حباً مثلياً كان إما أن يصدر عن سيداتهن فتكتب صافو عن عشقها لعدد من طالباتها، أو بين الفتيات أنفسهن. وغدا الزواج مع تطور المجتمع صكاً متكاملاً سعى لخلق تنظيم للثقافة السائدة، فأصبحت النساء تبقى في البيوت ما أدى إلى زوال مجتمعات التعليم الخاصة بالإناث. وأصبح يجري تعليم الفتيات منذ نعومة أظافرهن عن واجبهن ومصيرهن الكامن في منح حبهن للرجال وبذلك أصبح مصير النساء يرتبط بالزواج، وأصبح الحب المثلي بين النساء خارج أعراف وبنية التنظيم الاجتماعي الجديد.

## الدراسات والجدال
استطاع المؤرخون المعاصرون إثبات ممارسة العلاقات الجنسية المثلية بصورة علنية وبموافقة رسمية في كثير من مجالات الحياة في اليونان القديمة خلال الفترة الممتدة من القرن السابع قبل الميلاد حتى الحقبة الرومانية، وتكاثفت هذه الجهود بعد انقطاع دام مدة طويلة نتيجة الرقابة المفروضة على المواضيع المثلية، فبدايةً مع المؤرخ الألماني إريش بيته عام 1907 وبالاستمرار مع الباحث البريطاني كينيث دوفر وغيرهما الكثيرين.
يعتقد بعض الباحثين من أمثال بروس ثورنتون باقتصار شيوع العلاقات المثلية خصوصاً تلك القائمة مع الأطفال على الطبقة الأرستقراطية فيرون أنها لم تكن منتشرة على نطاق واسع بين عامة الشعب، ويرى ثورنتون في الإهانات الموجهة إلى الذكور في كوميديات أريستوفان مثالاً على نفور عامة الشعب من هذه الممارسة. يشدد باحثون آخرون من أمثال فيكتوريا وول على كون الرغبة من نفس الجنس جزءاً من «الإيديولوجيا الجنسية للديموقراطية» في أثينا، والتي حظيت بها النخبة وعامة الشعب على حدٍ سواء كما يتجلى في قصة قاتلي الطاغية هارموديس وأريستوجيتون. حتى هؤلاء الذين يرون اقتصار العلاقات المثلية مع الصبية على الطبقات العليا سيعترفون بكون هذه الممارسة «جزء من البنية الاجتماعية للمدينة».
كان لبعض الناس خلال حقبة أفلاطون «الجرأة للقول» بأن الجنس المثلي مخزي بأي حال من الأحوال، وثبُت أفلاطون نفسه على هذا الرأي في نهاية المطاف. غير أنه تحدث في إحدى أعماله عن مدى البركة والميونة التي يحظى بها العاشقون المثليون، فرأها تفوق في مقدارها ما يحظى به غيرهم من الفانون.
أثار الموضوع جدالاً في اليونان الحديثة، فحدثت بلبلة خلال مؤتمر حول الإسكندر الأكبر عام 2002 بعد عرض ورقة بحثية حول مثلية الإسكندر. كما هدد 25 محامي يوناني بمقاضاة منتجي فيلم «الإسكندر» بعد صدوره عام 2004، بحجة عرضه لمشاهد حميمية لشخصيته مع نساء ورجال على حدٍ سواء، ولكنهم تراجعوا عن ذلك بعد حضورهم لعرض مسبق للفيلم.

## وصلات خارجية
- المثلية الجنسية عند الإغريق (بالإنجليزية)
- صور وأدلة موثقة لأعمال قديمة حول الجنسانية في أثينا القديمة (بالإنجليزية)